# هاستینگاس
هاستینگاس (انگلیسی: Haestingas)هاستینگاس یا هیستینگاس یا هیستینگاس یکی از قبایل بریتانیای آنگلوساکسون بود. اطلاعات زیادی در مورد آنها وجود ندارد. آنها قبل از پایان قرن هشتم در جایی که به شرق ساسکس تبدیل شد، ساکن شدند.آنها همچنین در کرونیکل آنگلوساکسون (ASC) به عنوان یک گروه خودمختار در اواخر قرن یازدهم ثبت شده بودند.

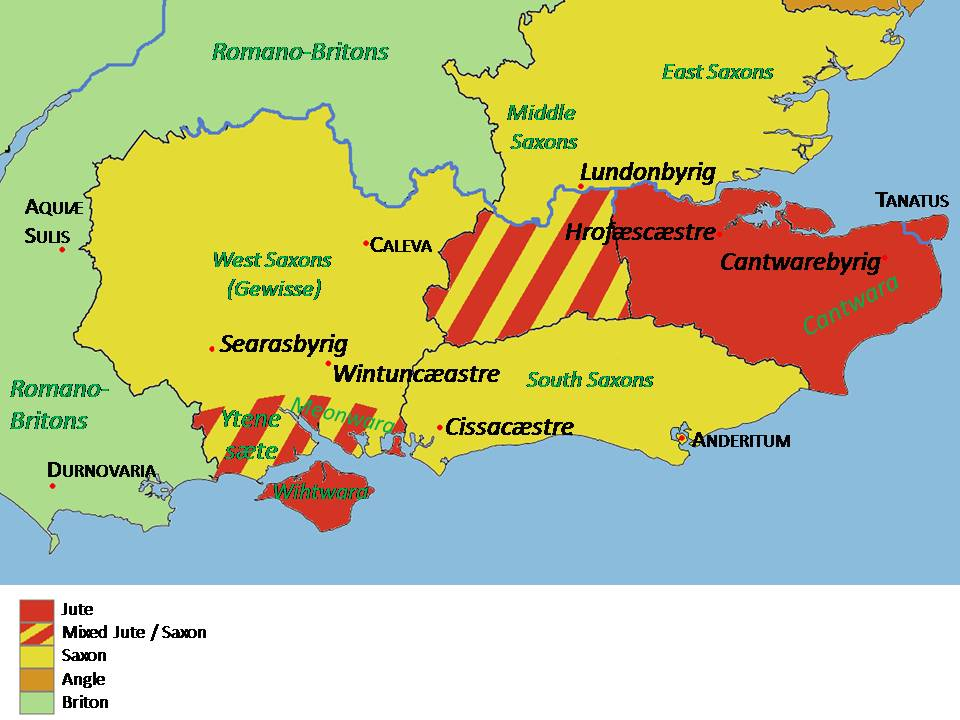
سکونتگاه های آنگلوساکسون جنوب شرقی بریتانیا

## تاریخچه
اطلاعات زیادی در مورد هاستینگاها در دست نیست، اما اعتقاد بر این بود که آنها قومی مجزا از ساکسونهای جنوبی هستند. با این حال، هیچ مدرک باستان‌شناسی مبنی بر اشغال آنگلوساکسون‌ها در آن منطقه از ساسکس بین قرن‌های پنجم و هشتم وجود ندارد. منابع قرون وسطایی و شواهد نام مکان نشان می دهد که مردم در اواخر قرن هشتم در آنجا زندگی می کردند.برخی از منشورهای ساکسون که مربوط به پادشاهی ساسکس هستند، شواهدی را ارائه می دهند که نشان می دهد دو سلسله جداگانه در ساسکس وجود دارند. منشورهای پادشاه نورتلم (یا نونا)، که در اواخر قرن هفتم و اوایل قرن هشتم بر ساسکس حکومت می‌کرد، وجود پادشاه دومی به نام وات (یا واتوس) را تأیید می‌کنند.وات ممکن است بر هاستینگاها حکومت کرده باشد. دلیل این مدعی این است که نام‌ مکان هایی با نام Watt یا What در ناحیه هیستینگز وجود دارد، که در غرب ساسکس یافت نمی‌شوند.هاستینگاها ممکن است منشأ فرانکی داشته باشند. با این حال، مورخان دیگر این موضوع را رد کرده‌اند.در اواخر قرن هشتم، کنت رهبری مطمئنی نداشت و پادشاهی وسکس یک کارزار توسعه‌طلبی را تحت رهبری کادوالا دنبال می‌کرد. نتیجه این امر این بود که کنت بارها توسط ساکسون‌های غربی مورد حمله قرار گرفت.گرانت آلن، نویسنده قرن نوزدهم، استدلال کرد که منطقه هاستینگز به عنوان منطقه ای مجزا بین بقیه ساسکس و کنت تعیین شده بود تا بعداً به ساسکس بپیوندد.